# Festival Internacional de Cinema de Sofia
Festival Internacional de Cinema de Sofia (SIFF) (en búlgar: Международен София Филм Фест, София Филм Фест), també conegut com Sofia Film Fest, és un festival de cinema anual a Sofia, capital de Bulgària, que té lloc al març de cada any. Es va establir el 1997 i és l'únic festival de cinema de Bulgària reconegut per FIPRESCI.

## Història
El festival es va establir l'any 1997, com a festival temàtic de cinema musical.
Des de l'any 2003, el festival inclou un Concurs Internacional i s'ha inclòs en el calendari FIPRESCI, i el mateix any es va introduir un concurs regional i nacional de curtmetratges (el Premi de Curtmetratges Jameson). El 2009 es va afegir un concurs internacional de documentals.
El 2010, SIFF va ser acreditat per la FIAPF com a festival de llargmetratges especialitzats competitius, convertint-se en l'únic festival de cinema búlgar que va obtenir aquest reconeixement. També és l'únic festival de cinema búlgar reconegut per FIPRESCI.
Pel seu 10è aniversari com a esdeveniment cinematogràfic internacional l'any 2010 anomenat Any del Cinema Búlgar, el Festival Internacional de Cinema de Sofia va rebre com a present el reconeixement de la FIAPF(Federació Internacional d'Associacions de Productors de Cinema) - va ser acreditat com a festival competitiu especialitzat en primeres i segones pel·lícules. Des de la seva creació el director del festival ha estat Stefan Kitanov.
L'edició 2020 del festival es va ajornar des de les seves dates inicials de març i es va dividir en dues parts, llançades al juny i al setembre, a causa de la pandèmia de COVID-19. Posteriorment, l'edició 2021 del festival, que també és l'edició del 25è aniversari, se celebrarà en un format híbrid tant en línia com presencial.

## Descripció
Presentat a Variety com un dels 50 millors festivals de cinema el 2007, l'esdeveniment presenta Bulgària al món com a seu d'un dels festivals de cinema importants d'Europa i té lloc anualment al març. Apropa el cinema mundial contemporani al públic nacional a Bulgària i l'últim en cinema búlgar a la resta del món.
El festival està organitzat per Art Fest sota els auspicis del Municipi de Sofia i en col·laboració amb el Ministeri de Cultura de Búlgar, el Palau Nacional de Cultura, el Centre Nacional de Cinema Búlgar i la Televisió Nacional de Bulgària amb el suport de Creative Europe MEDIA, el Premi LUX del Parlament Europeu i altres patrocinadors corporatius i institucionals.

## Assistents passats

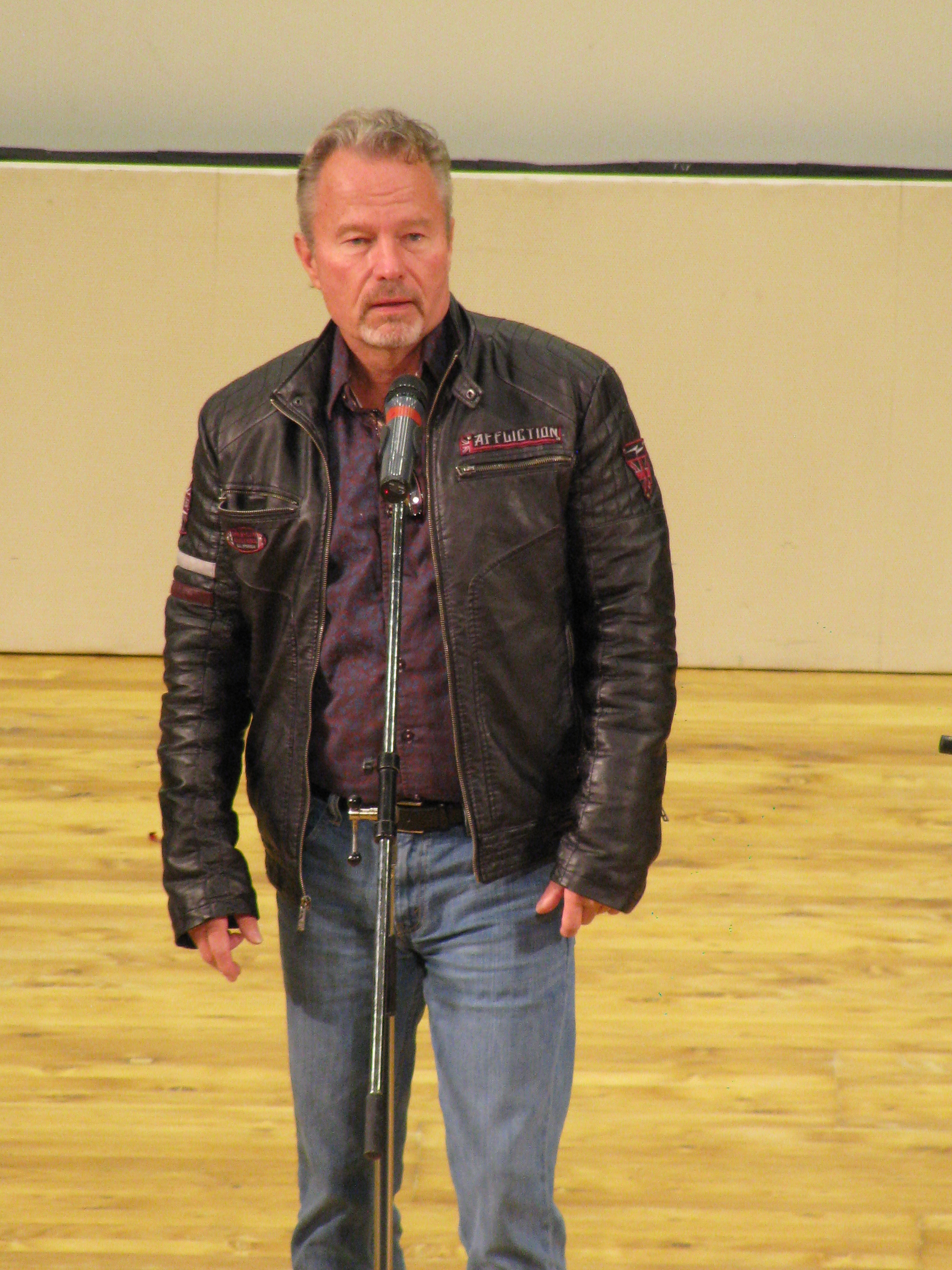
John Savage discutint Hair al Festival Internacional de Cinema de Sofia, març de 2017

Alguns dels cineastes i altres professionals que han assistit al festival han estat Zlatko Topčić (Bòsnia i Hercegovina), Wim Wenders, Volker Schlöndorff, Katja Riemann i Karl Baumgartner (Alemanya), Alan Parker, Peter Greenaway, Terry Jones, Michael Palin, Tony Palmer i David Mackenzie (Regne Unit), Nikita Mikhalkov, Andrei Mikhalkov-Kontxalovski, Karén Xakhnazàrov i Bakhtiar Khudojnazarov (Rússia), Jiří Menzel, Jan Svěrák, Jan Hřebejk i Petr Zelenka (República Txeca), Emir Kusturica (Iugoslàvia), Krzysztof Zanussi (Polònia), Otar Iosseliani (Geòrgia), Jean-Claude Carrière, Agnès Varda, Siegfried i Jacques Dorfmann (França), Assumpta Serna (Espanya), Bent Hamer i Unni Straume (Noruega), Jafar Panahi i Babak Payami (Iran), Jerry Schatzberg, Michael Wadleigh i Lech Kowalski (EUA), Jos Stelling (Països Baixos), Mika Kaurismäki (Finlàndia), el director de 499, Rodrigo Reyes (Mèxic), Friðrik Þór Friðriksson (Islàndia), Lone Scherfig (Dinamarca), Kornél Mundruczó (Hongria), Goran Marković, Goran Paskaljević, Radivoje Andric, Dusan Milic, Srđan Karanović i Srđan Dragojević (Sèrbia) i molts altres.

## Guanyadors del Gran Premi del Festival (competició internacional)
| Any  | Pe·lícula                                 | Director                           | País      | Ref    |
| ---- | ----------------------------------------- | ---------------------------------- | --------- | ------ |
| 2003 | Szép napok                                | Kornél Mundruczó                   | Hongria   | [ 13 ] |
| 2004 | Reconstruction                            | Christoffer Boe                    | Dinamarca | [ 14 ] |
| 2005 | Adam & Paul                               | Lenny Abrahamson                   | Irlanda   | [ 15 ] |
| 2006 | Garpastum                                 | Aleksei Alekseivitx German         | Rússia    | [ 16 ] |
| 2007 | Klopka                                    | Srdan Golubović                    | Sèrbia    | [ 17 ] |
| 2008 | Rusalka                                   | Anna Melikian                      | Rússia    | [ 18 ] |
| 2009 | Sof Shavua B'Tel Aviv                     | Dror Zahavi                        | Israel    | [ 19 ] |
| 2010 | Odna voina                                | Vera Glagoleva                     | Rússia    | [ 20 ] |
| 2011 | Podslon                                   | Dragomir Xolev                     | Bulgària  | [ 21 ] |
| 2012 | Histórias que Só Existem Quando Lembradas | Júlia Murat                        | Brasil    | [ 22 ] |
| 2013 | Oh, Boy!                                  | Jan-Ole Gerster                    | Alemanya  | [ 23 ] |
| 2014 | Brma Paemnebi                             | Levan Koguashvili                  | Georgia   | [ 24 ] |
| 2015 | Urok                                      | Kristina Grozeva i Petar Valtxanov | Bulgària  | [ 25 ] |
| 2016 | Jaleika                                   | Eliza Petkova                      | Bulgària  | [ 26 ] |
| 2017 | Bezbog                                    | Ralitza Petrova                    | Bulgària  | [ 27 ] |
| 2018 | 3/4                                       | Ilian Metev                        | Bulgària  | [ 28 ] |
| 2019 | Monștri.                                  | Marius Olteanu                     | Romania   | [ 29 ] |
| 2020 | Sestra                                    | Svetla Tsotsorkova                 | Bulgària  | [ 30 ] |
| 2021 | A Nuvem Rosa                              | Iuli Gerbase                       | Brasil    | [ 31 ] |
| 2022 | Sonata (pel·lícula)                       | Bartosz Blaschke                   | Polònia   | [ 32 ] |
| 2023 | Zapatos rojos                             | Carlos Eichelmann Kaiser           | Mèxic     | [ 33 ] |
| 2024 | Sujo                                      | Astrid Rondero i Fernanda Valadez  | Mèxic     | [ 34 ] |